# Servus Baby
Servus Baby ist eine deutsche Fernsehserie, die seit 2018 vom Bayerischen Rundfunk produziert wird. 

## Handlung
Die erste Staffel befasst sich mit dem Thema Verzweiflung. Die Münchnerin Lou wird an ihrem dreißigsten Geburtstag von ihrem Freund Domi verlassen. Dieser hat sich in ihre Arbeitskollegin Annabelle verliebt, die überdies noch von ihm schwanger ist. In der Not kommt sie abwechselnd bei ihren Freundinnen unter. Gynäkologin Mel mag sich seit dem Unfalltod ihres Freundes auf keine festen Beziehungen mehr einlassen und sucht auf Dating-Apps nach unverbindlichem Sex. Die einzige Konstante in ihrem Leben ist ihre Großmutter. Die Avancen ihres Kollegen Jakob weist sie zunächst zurück. Eve trennt sich nach einem Streit von ihrem Freund Basti. Nach einem One-Night-Stand während eines Wellness-Wochenendes in Südtirol realisiert sie, dass sie einen Fehler gemacht hat und versucht, ihn zurückzugewinnen. Erzieherin Tati muss feststellen, dass sie nach einer ebenfalls unverbindlichen Nacht von dem jungen Hotelpagen schwanger ist. Er bietet ihr an, sie zu heiraten, doch Tati entscheidet sich in letzter Minute um.
Das übergeordnete Thema der zweiten Staffel ist Ankommen. Lou wirft ihren unterbezahlten Job hin und entscheidet sich dazu, mit ihrer neuen Bekanntschaft Linus nach Indien zu reisen. Vor der Abreise stellt sie fest, dass sie von Domi, mit dem sie seit seiner Trennung von Annabelle eine Affäre unterhält, schwanger ist. Mel ist schwer getroffen, als ihre Großmutter unerwartet verstirbt. Als Jakob zudem plant, für eine Stelle als Oberarzt nach Dänemark zu ziehen, realisiert sie, dass sie ihn liebt und überredet ihn, in München zu bleiben. Eve und Basti versuchen erfolglos Eltern zu werden. Die ausbleibende Schwangerschaft belastet die Hochzeitspläne der beiden sehr. Die Chance, sich von einem anderen Mann schwängern zu lassen, schlägt Eve in letzter Minute aus. Tati ist seit geraumer Zeit mit Hugo liiert, dessen pubertierende Tochter Sam jedoch keine neue Frau an seiner Seite zulassen will und Tati bei jeder Möglichkeit provoziert. Erst als Hugo auch Sam seine Gefühle für Tati gesteht, beruhigt sich die Situation.
Die dritte Staffel spielt zur Weihnachtszeit. Lou ist frustriert: Seit der Geburt ihres Kindes haben Domi und sie kaum noch Sex. Als Lou ihm einen flotten Dreier vorschlägt und über eine Online-App Susi dazu einlädt, macht er jedoch einen Rückzieher. Lou findet hingegen unerwartet Gefallen an Susi. Mel und Jakob haben gerade ihre erste gemeinsame Wohnung bezogen, als Mels Mutter Gisela vor der Tür steht und ihre Tochter nach der Entlassung aus dem Gefängnis um Obdach bittet. Während bei Mel alte Wunden aufreißen, enttäuscht Gisela ihre Tochter einmal mehr, als sie es vergeigt, Mel während eines für sie wichtigen TV-Interviews zu unterstützen. Eve sieht in Co-Parenting die Antwort auf ihren unerfüllten Kinderwunsch und wählt Jakob als Erzeuger ihres Kindes aus. Basti und Mel willigen zunächst ein, doch als Mel kurzfristig einen Rückzieher macht, kommt es zum Zerwürfnis. Tati erwartet, Heiligabend auf der angemieteten Berghütte alleine begehen zu müssen, nachdem Hugos Ex-Frau Dörthe die gemeinsamen Pläne zunichtegemacht hat. Als erst Sam, dann Hugo, Mel, Eve, Lou, Domi, Susi und schließlich auch Dörthe vor der Tür stehen, drohen die Feierlichkeiten zu eskalieren.

## Hintergrund
Servus Baby basiert auf einer Idee der Eheleute Natalie Spinell und Felix Hellmann. Spinell hatte die Handlung der ersten Staffel ursprünglich als Kurzfilm und später als Langfilm während ihres Regiestudiums an der Hochschule für Fernsehen und Film München realisieren wollen, befand den Stoff jedoch als zu „ausufernd“ und besser für ein serielles Format geeignet. Als die Produktionskosten das übliche Budget für Übungsfilme überstiegen, entschied sie sich dazu, die Pilotfolge als Abschlussfilm einzureichen. Dieser stieß innerhalb der Branche auf derlei positive Resonanz, dass der Bayerische Rundfunk sich entschied, den Piloten mit dem Arbeitstitel Urban Divas zu kaufen und drei weitere Folgen in Auftrag zu geben.

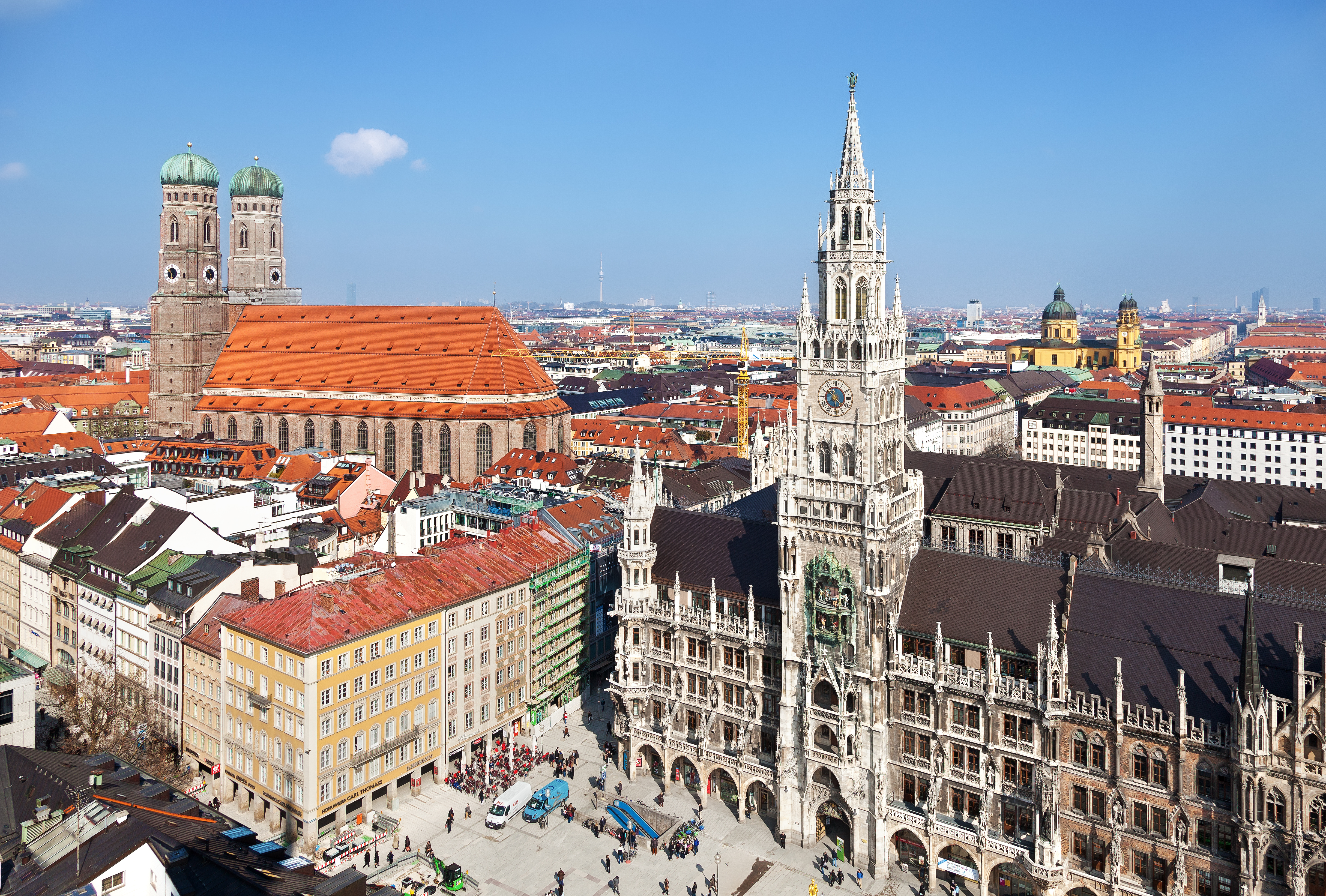
Die bayerische Landeshauptstadt München dient als Spielort der Serie.

Spinell und Hellmann hatten zu anfangs von einer Protagonistin und ihren drei Freundinnen erzählen wollen, beim Schreiben jedoch festgestellt, dass die von ihnen beleuchteten Themen mehrere Blickwinkel zuließen und sich schließlich auf vier weibliche Hauptfiguren verständigt, denen jeweils eine der vier Folgen einer Staffel schwerpunktmäßig gewidmet ist. Josephine Ehlert, Genija Rykova, Xenia Tiling und Teresa Rizos wurden bereits vor dem Schreibprozess im Rahmen eines langen Konstellationscastings besetzt. Spinell und Hellmann hatten sich zunächst einen ethnisch differenzierteren Cast gewünscht, sich zuletzt aufgrund der Chemie unter den vier Darstellerinnen jedoch für die finale Hauptbesetzung entschieden.
Als Spielort und Hauptmotiv der Serie dient die bayerische Landeshauptstadt München, die Hellmann aufgrund ihrer starken sozioökonomischen Einflüsse auf die Handlung und die Hauptcharaktere der Serie als „fünften Protagonisten“ bezeichnete. Der Herstellung von Servus Baby obliegt PSSST! Film (vormals Lüthje Schneider Hörl Film) sowie den Produzenten Maren Lüthje und Florian Schneider im Auftrag des Bayerischen Rundfunks. Die Redaktion im BR liegt bei Natalie Lambsdorff und Tobias Schultze. Die Pilotfolge Hölle wurde bereits 2015 gedreht; die restliche Folgen der ersten Staffel erst 2017. Die Dreharbeiten zur zweiten Staffel fanden vom 12. September bis 18. Oktober 2019 statt. Die vier Folgen der dritten Staffel wurden vom 14. bis 17. Dezember 2021 und 11. Januar bis 28. Februar 2022 gedreht.

## Episodenliste
| Nr. (ges.) | Nr. (St.) | Originaltitel | Erstveröffentlichung DE |
| ---------- | --------- | ------------- | ----------------------- |
| 1          | 1         | Hölle         | 27. Aug. 2018           |
| 2          | 2         | Manisch       | 27. Aug. 2018           |
| 3          | 3         | Himmel        | 27. Aug. 2018           |
| 4          | 4         | Panisch       | 27. Aug. 2018           |
| 5          | 1         | Indisch       | 1. Sep. 2020            |
| 6          | 2         | Sombrero      | 1. Sep. 2020            |
| 7          | 3         | Kindisch      | 1. Sep. 2020            |
| 8          | 4         | Torero        | 1. Sep. 2020            |
| 9          | 1         | Trott         | 9. Dez. 2022            |
| 10         | 2         | Amputieren    | 9. Dez. 2022            |
| 11         | 3         | Gott          | 9. Dez. 2022            |
| 12         | 4         | Zelebrieren   | 9. Dez. 2022            |

## Rezeption

### Kritiken
Spiegel-Redakteur Christian Buß resümierte, dass die erste Staffel von Servus Baby ihren besseren Momenten an die Serie Girls, in „ihren schlechteren an eine Art Sex and the City aus dem Münchner Edelprekariat“ erinnere. Der Humor von Servus Baby sei „krass, die Stimmung schwankt zwischen Absturz und Ekstase, zwischen Agonie und Erkenntnis“. Jana Stegemann von der Süddeutschen Zeitung bezeichnete die Serie als „herrlich überdreht, witzig und überraschend“, während Heike Hupertz von der Frankfurter Allgemeinen Zeitung die ersten vier Folgen als „urkomische, urbayerische Miniserie“ deklarierte. Die Redaktion der Zeit befand, dass die Serie aus der Zeit gefallen wirke; als habe Spinelli „Edmund Stoiber und Uschi Glas zu ihrer Ansicht von Geschlechterrollen befragt und die Antworten dann verfilmt“. Selbst das „Frauenbild in Monaco Franze vor fast 40 Jahren“ sei noch weiter vorn gewesen.
Stegemann bemängelte in ihrer Rezension der zweiten Staffel, dass die „bemerkenswerte Fixierung auf Mutterschaft [...] die zweite Staffel leider ziemlich eindimensional“ mache – auch wenn die Serie weiterhin „viel Spaß“ bereite. Spiegel-Kritiker Oliver Kaever fand Lob für die Dialoge, die sich seiner Meinung nach hörbar von „Vorabendserien-Nichtigkeiten“ unterschieden und Servus Baby „frisch und irgendwie angenehm provinziell zugleich“ wirken lasse. Volker Bergmeister schrieb für den Donaukurier, dass die Serie „ein kleines, feines Beispiel dafür“ sei, dass „man witzig und frech, lokal und dennoch über den Horizont hinaus erzählen kann“. Christoph Zeiher vom Hamburger Abendblatt befand, dass die dritte Staffel „deutlich ernster geraten, aber ebenso sehenswert“ sei. Spinell treibe die Handlung „deutlich gemächtlicher voran als noch in den ersten beiden Staffeln“, dafür würden die „Charaktere nun deutlicher erkennbar“.

### Einschaltquoten
Die Erstausstrahlung der ersten Staffel erfolgte am 11. September 2018 zur Hauptsendezeit im BR Fernsehen. Die erste Folge konnte in Bayern einen überdurchschnittlichen Marktanteil von 8,4 Prozent bei einer Sehbeteiligung von 320.000 Zuschauern erzielen. In den Mediatheken des BR und der ARD, wo die Folgen bereits ab 27. August 2018 verfügbar waren, war die Serie zu diesem Zeitpunkt bereits 660.000 Mal abgerufen worden.

### Auszeichnungen
Bei der Verleihung des Bayerischen Fernsehpreises 2019 wurde Servus Baby mit dem Nachwuchsförderpreis ausgezeichnet.